# Kolonia Mościbrody
Kolonia Mościbrody – nieoficjalna kolonia wsi Mościbrody w Polsce położona w województwie mazowieckim, w powiecie siedleckim, w gminie Wiśniew.
Kolonia jest osobnym sołectwem.
W latach 1975–1998 miejscowość należała administracyjnie do województwa siedleckiego.